# 鄭國賓
鄭國賓（1519年—？），字汝嘉，號越渠，浙江金華府蘭谿縣人，民籍，明朝政治人物。

## 生平
嘉靖二十五年（1546年）丙午科浙江鄉試第八十九名舉人。嘉靖二十九年（1550年）中式庚戌科會試第三百一名，三甲第一百七十九名進士。初授婺源县令，三十五年六月选授兵科給事中，三十六年四月升礼科右给事中，八月与御史宋仪望监视正朝门楼工程，九月因尚書趙文華事被廷杖，黜职为民。

## 家族
曾祖鄭錡，知縣；祖父鄭琫；父鄭纉。前母趙氏；母陳氏。嚴侍下。